# 朱大卫
朱大卫（1988年7月25日—）是生於中华人民共和国上海市的一位棒球運動員，司職投手，身高1.85米。1999年跟隨母親前往日本，高中就讀於中部大学第一高等学校。2006年加盟埼玉西武獅。不過他從未代表埼玉西武獅參加過一队战。2011年離開埼玉西武獅。2012年朱大衛回到上海加盟上海金鷹。他曾代表中國國家棒球隊參加過2009年世界棒球經典賽以及2013年世界棒球經典賽。